# Li Xiaoming
Li Xiaoming (ur. 21 lutego 1982) – chińska zapaśniczka w stylu wolnym. Wicemistrzyni Azji w 1999. Szesnasta w mistrzostwach świata w 1998 roku.